# Jean Asselborn
Jean Asselborn (ur. 27 kwietnia 1949 w Steinfort) – luksemburski polityk, były przewodniczący Luksemburskiej Socjalistycznej Partii Robotniczej, w latach 2004–2023 minister spraw zagranicznych, od 2004 do 2013 również wicepremier.

## Życiorys
Po ukończeniu szkoły średniej podjął w 1967 pracę w zawodzie laboranta. Zaangażował się w działalność związkową, został wybrany na reprezentanta młodych pracowników we władzach krajowej federacji Lëtzebuerger Aarbechterverband. Od 1968 pracował w administracji miejskiej, a w latach 1976–2004 był administratorem w szpitalu w Steinfort. W 1981 ukończył studia prawnicze na Université Nancy-II. W następnym roku powołano go na stanowisko burmistrza Steinfort, funkcję tę pełnił nieprzerwanie również do 2004. Zaangażowany w działalność Luksemburskiej Socjalistycznej Partii Robotniczej (LSAP). Od 1989 był przewodniczącym klubu poselskiego, a w latach 1997–2004 stał na czele tej partii.
W 1984 po raz pierwszy wybrany na posła do luksemburskiej Izby Deputowanych, reelekcję uzyskiwał w 1989, 1994, 1999, 2004, 2009, 2013, 2018 i 2023. Od 1999 był wiceprzewodniczącym parlamentu, a w 2004 krótko pełnił funkcję jego przewodniczącego.
Po wyborach krajowych z 2004 i odnowieniu koalicji między chadekami i socjalistami Jean-Claude Juncker powołał go na stanowiska wicepremiera i ministra spraw zagranicznych. Obie funkcje Jean Asselborn utrzymał także po kolejnych wyborach w 2009. W 2013 pozostał w nowo powołanym rządzie demokratów, socjalistów i zielonych jako minister spraw zagranicznych i europejskich, polityki imigracyjnej i azylowej. Utrzymał te stanowiska również w nowym gabinecie, który utworzono w 2018. Zakończył urzędowanie w listopadzie 2023; zrezygnował wówczas z objęcia mandatu poselskiego.

## Odznaczenia
- Krzyż Wielkiego Oficera Orderu Gwiazdy Rumunii (Rumunia, 2024)[5]